# كسارة الزجاج
كَسَّارة الزجاج تسحق الزجاج إلى حجم بوصتين أو أقل. يُسمَّى الزجاج المكسور بالسُّؤَر أو كُسَارة الزجاج. وقد تتفاوت عمليات تدوير النفايات من الماكينات البسيطة يدوية التغذية ذاتية الاكتفاء إلى أنظمة التكسير المتطورة المزودة بغرابيل، وسيور نقل، وكسارات وفرازات. وبشكل عام تجب إزالة جميع الملوثات غير الزجاجية من الزجاج قبل إعادة التدوير. والعمليات المستخدمة في تكسير الزجاج لإعادة التدوير تشمل الطرق نفسها المستخدمة في صناعة الحصمة لتكسير الصخور إلى رمال (كسارة الصخور).

## تكسير الزجاج بعمود الصدم الرأسي (VSI)
يسمح استخدام كسارات عمود الصدم الرأسي في العمليات الكبيرة بإنتاج ما يصل إلى 125 طن في الساعة  من كسارة الزجاج.
تستخدم كسارات عمود الصدم الرأسي مروحة دوران عالية السرعة بأطراف مقاومة للبلى وحجرة تكسير مصممة «لرمي» الزجاج. وتستخدم كسارات عمود الصدم الرأسي السرعة بدلاً من قوة السطح باعتبارها القوة السائدة لتكسير الزجاج حيث يسمح هذا بتطبيق قوة التكسير بالتساوي عبر سطح المادة بالإضافة إلى كتلة المادة. وفي حالة التكسير، يكون للزجاج سطحًا خشنًا وغير مستوٍ. ويؤدي استخدام قوة السطح (الضغط) إلى إنتاج جسيمات غير متوقعة وغير مستوية الشكل. وعند «رمي» الزجاج بواسطة مروحة دوران عمود الصدم الرأسي على سندان صلب، يتكسر على طول الشقوق. ويمكن التحكم في حجم الجسيمات النهائي عن طريق 1) سرعة رمي الزجاج على السندان و2) المسافة بين طرف مروحة الدوران ونقطة الاصطدام على السندان. والمنتج الناتج من التكسير بعمود الصدم الرأسي بشكل عام يتخذ شكلاً مكعبًا متسقًا وهو ما قد يُحسّن من الإنتاجية في التطبيقات الاستهلاكية مثل تصنيع الألياف الزجاجية، والسيراميك، وعوامل الصهر ومواد السحج. وبسبب الطبيعة الساحجة القوية لمادة الزجاج، تُفضل عملية التكسير بعمود الصدم الرأسي بشكل عام بدلاً من عمود الصدم الأفقي ومعظم عمليات التكسير الأخرى التي تحتاج إلى صيانة أكبر علاوة على قصر العمر التشغيلي لأجزائها.
وتستخدم كسارات عمود الصدم الرأسي عامة مروحة دوران تدور بسرعة عالية في مركز حجرة التكسير وسطح صدم خارجي يتمثل في سندان من معدن مقاوم للسحج أو زجاج مكسور (أو صخر في تطبيقات الحصمة). ويُشار عادة إلى استخدام أسطح من معدن مصبوب «السندان» بـ «عمود الصدم الرأسي من نوع النعل والسندان». ويُشار عادة إلى استخدام مادة مكسرة على الجدران الخارجية للكسارة للمادة الجديدة المطلوب تكسيرها عليها بـ «عمود الصدم الرأسي من نوع الصخر على الصخر».

## وصلات خارجية
- Glass crusher for glass bottles recycling - Info and Video in Cogelme site